# BL 15 inch Mk I naval gun
De BL 15 inch Mk I naval gun was het eerste Britse 15 inch scheepsgeschut ooit ontworpen. Het was tevens het meest gebruikte en zo mogelijk meest efficiënte scheepsgeschut uit de 15 inch-reeks ooit gebruikt door de Royal Navy. Het kanon werd in 1912 ontworpen als opvolger van de BL 13.5 inch Mk V naval gun, en bleef tot 1959 in gebruik.

## Beschrijving
De BL 15 inch Mk I naval gun had een kaliber van 15 inch (381mm). De loop was 42 kalibers lang (42 x 15 inch = 630 inch). De granaten hadden een gewicht van zo’n 880 kilogram en het kanon kon twee schoten per minuut afvuren. De granaat had een mondingssnelheid van 785 m/s. Het bereik van het schot lag op maximaal 30 kilometer. Tijdens de Tweede Wereldoorlog werd het bereik op zeeschepen met vijf kilometer vergroot en kustbatterijen waren zelfs in staat 40 kilometer ver te schieten.  

## Inzet
Het wapen werd op verschillende modellen slagschepen toegepast, waaronder de HMS Hood en als laatste op de HMS Vanguard in 1946. De kanonnen werden voor het eerst in 1915 op schepen geplaatst. Wanneer de slagschepen buiten gebruik werden gesteld dan werden de kanonnen verwijderd en soms geplaatst op monitors zoals op de twee schepen van de Erebusklasse. In totaal zijn er 186 exemplaren van gebouwd in de periode 1912 en 1918.
De kanonnen werden ook gebruikt op het land bij kustbatterijen. Twee exemplaren stonden opgesteld in Kent en vijf stuks op twee plaatsen in Singapore.
Twee kanonnen staan opgesteld voor de hoofdingang van het Imperial War Museum in Londen.

## Fotogalerij

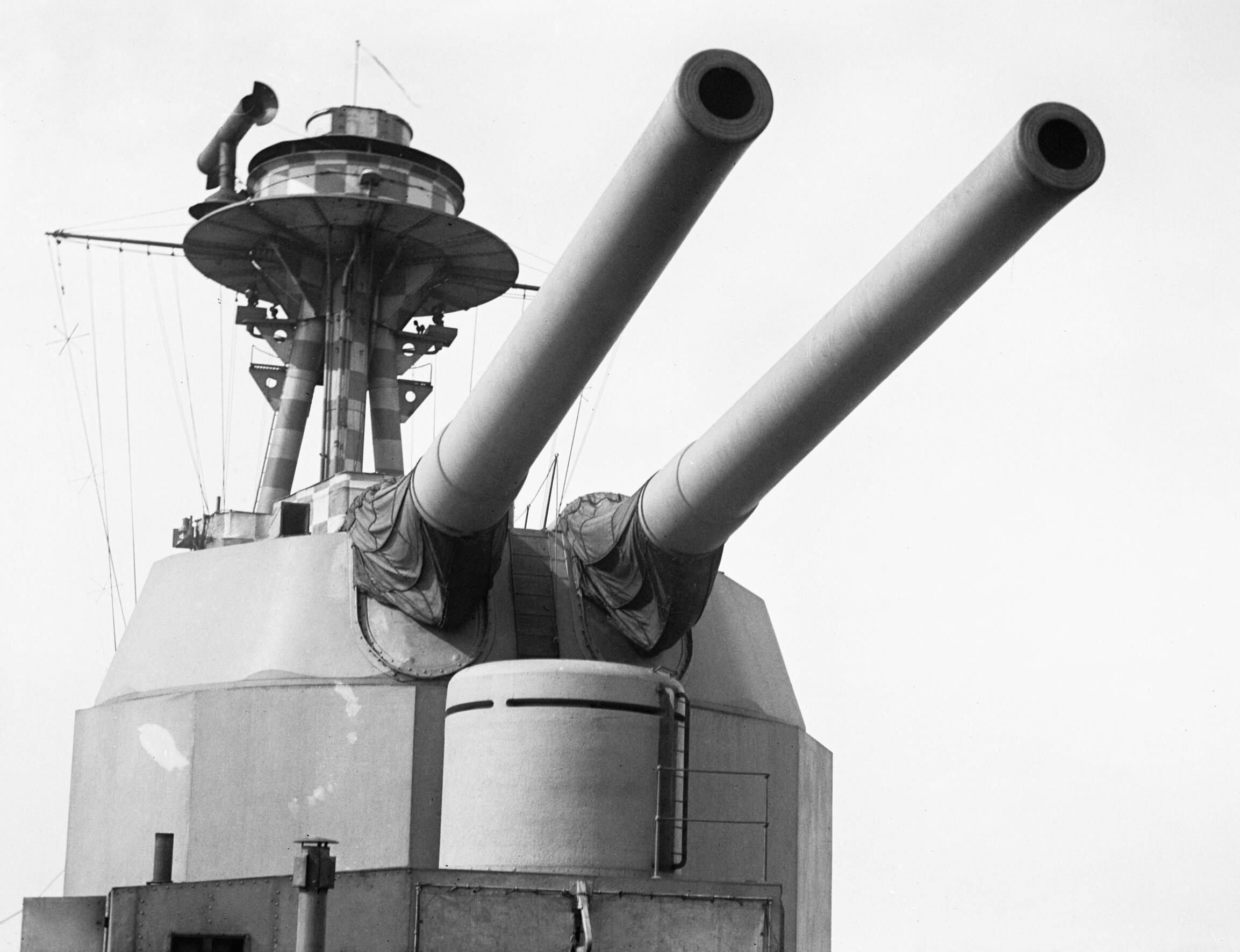
Een BL 15 inch Mk I naval gun op de HMS Terror, 1915
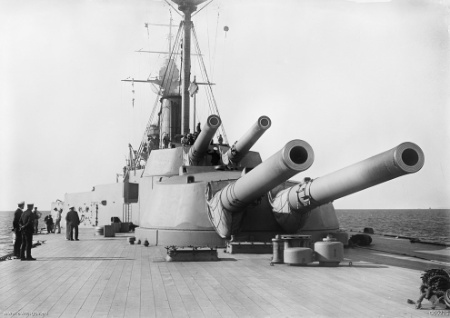
Twee 15-inch dubbeltorens op de HMS Queen Elizabeth
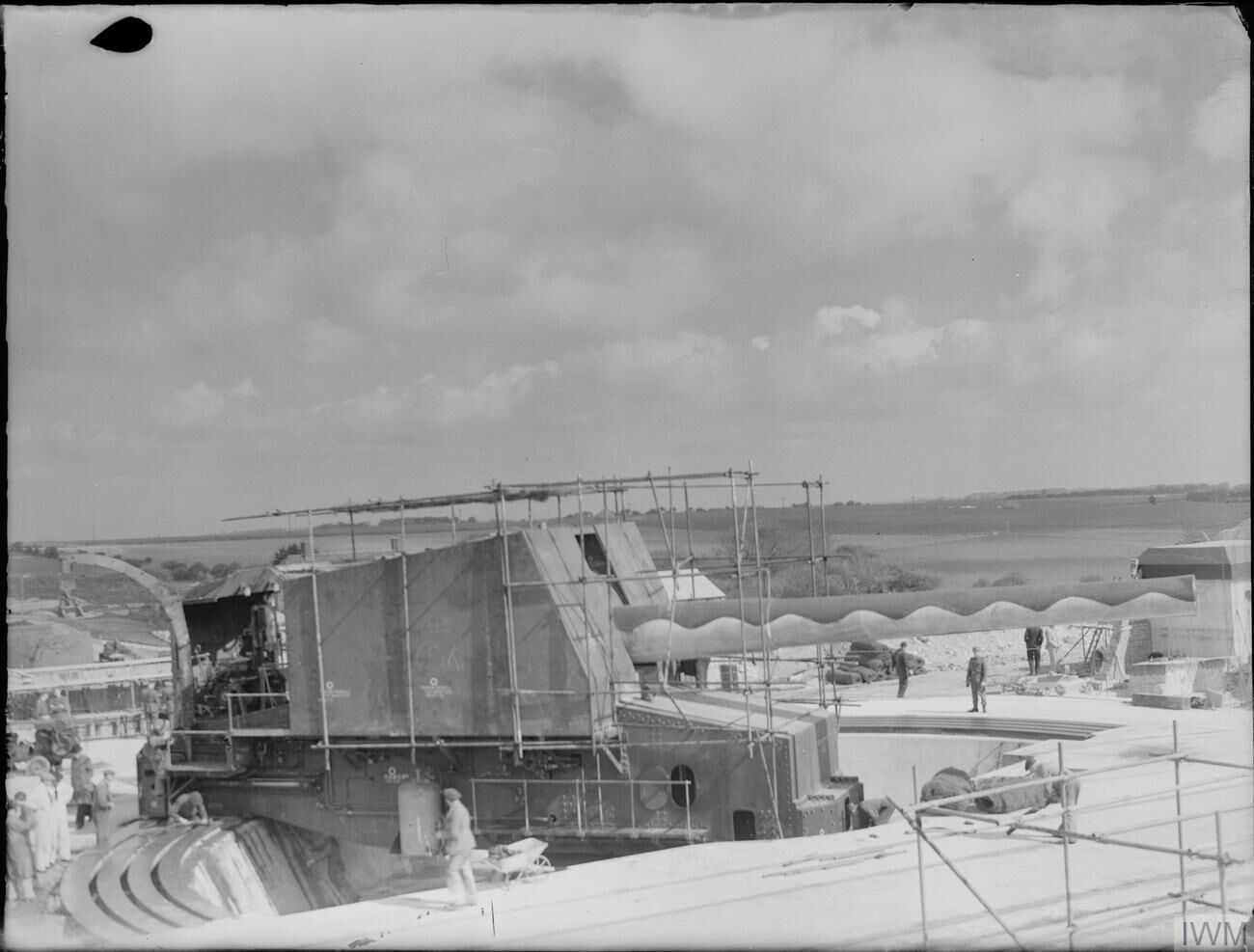
Wanstone batterij in aanbouw bij Dover
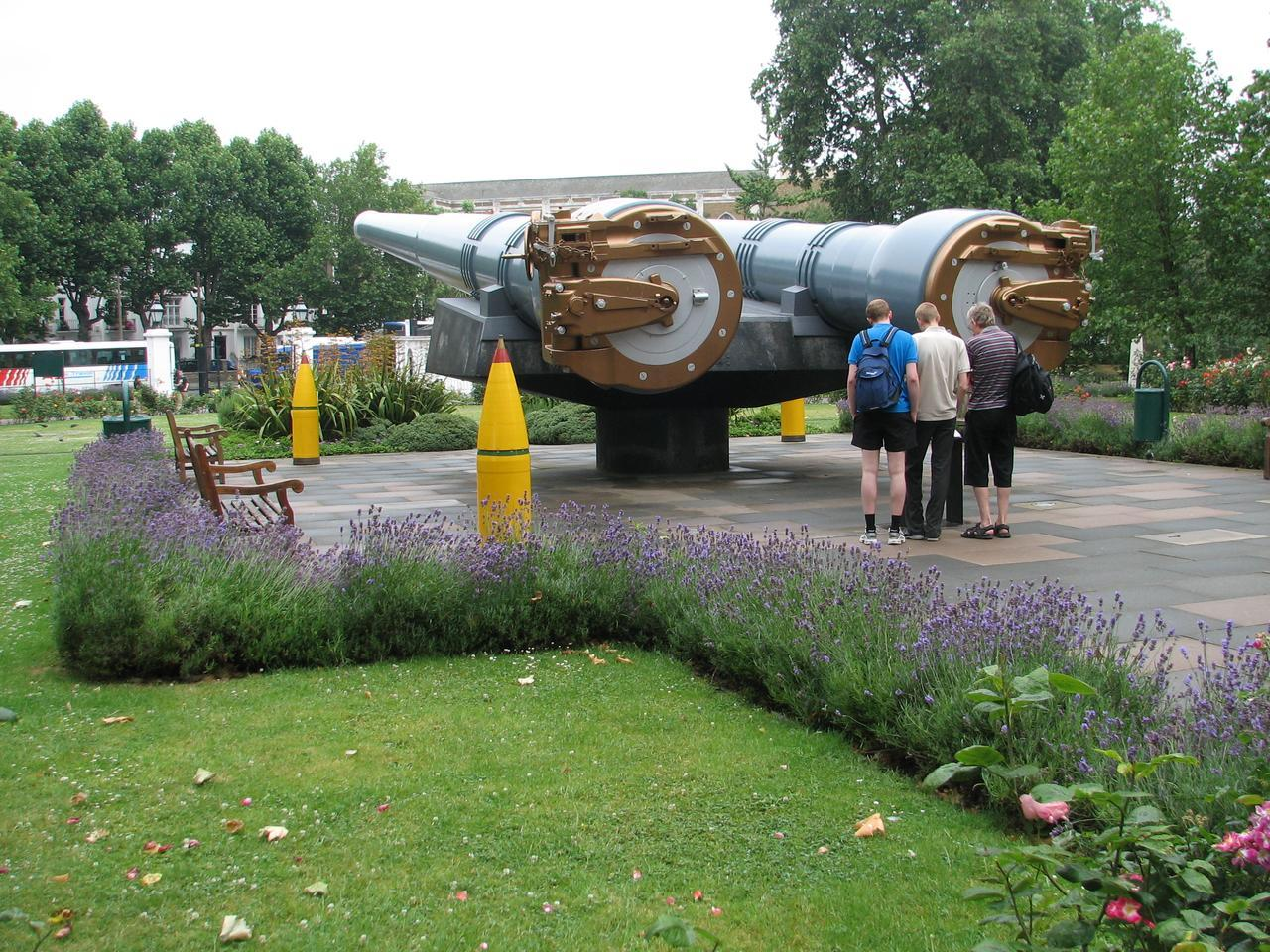
De kanonnen bij het Imperial War Museum, met granaten op de hoeken